# Genocidio circasiano

El genocidio circasiano fue la limpieza étnica de muchos pueblos autóctonos del noroeste del Cáucaso que fueron forzados a emigrar a finales de la Guerra ruso-circasiana, y en general, de la Guerra del Cáucaso, en la que el Imperio ruso salió victorioso. Se estima en 625,000 el número de fallecidos durante las operaciones militares rusas. El éxodo se inició incluso antes del fin de la guerra en 1864 y continuó hasta la década de 1870, aunque estaba casi completamente culminado para 1867. Los pueblos afectados, principalmente circasianos (Adigué en su propio idioma), los ubijos, abjasios y abasios, eran mayoritariamente o casi predominantemente musulmanes. El término Mujadzhirstvo/мухаджирство (o majadzhirstvo/махаджирство) se usa en la historiografía en idioma ruso para describir este éxodo, como derivado del término árabe Muḥaŷir, significando literalmente el que ha partido y por extensión, emigrante. 

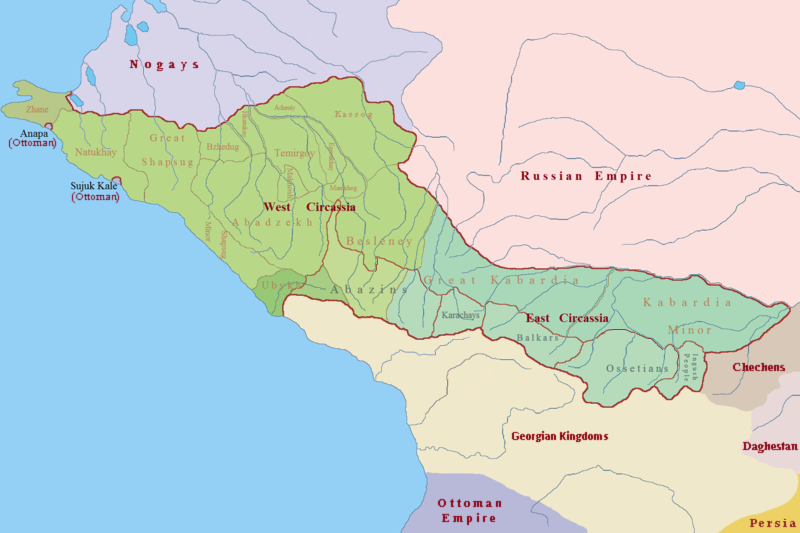
Circasia en 1750.

Este éxodo afectó a un número indeterminado de personas, varios cientos de miles. Los rusos se refieren a ellos como "Montañeses" (gortsy). El ejército ruso rodeaba los pueblos, conduciéndolos hasta los puertos del mar Negro, donde aguardaban barcos puestos a disposición por el Imperio otomano. El objetivo explícito ruso fue expulsar a estos grupos de sus tierras. Se les dio la elección de ser reasentados en el Imperio otomano o en Rusia lejos de sus lugares de origen. Solo un pequeño porcentaje aceptó el reasentamiento dentro del Imperio ruso, que tampoco se puede determinar.
Un número indeterminado de deportados, cifrado en cientos de miles, murió durante el proceso. Algunos murieron de epidemias por el hacinamiento de los deportados, tanto en la espera para iniciar el viaje, como en su estancia en los puertos otomanos del mar Negro donde llegaban. Otros perecieron cuando se hundieron los barcos a causa de las tormentas. Otros dos pueblos musulmanes del noroeste del Cáucaso, los karachais y los balkarios, no fueron deportados. De acuerdo con las cifras del propio gobierno ruso de esa época, sobre el 90 % de la población fue afectada por la deportación.

## Expulsión
«En ese año de 1864 ocurrió un hecho casi sin precedentes en la historia: ninguno de los pobladores montañeses permaneció en sus lugares de residencia, y fueron tomadas medidas para limpiar la región para prepararla para una nueva población rusa.»
Estado Mayor del Ejército del Cáucaso'.

Después de la rendición del Imán Shamil (en Chechenia y Daguestán) en 1859, la guerra de conquista rusa en el norte del Cáucaso rodeó Circasia. Después de la conquista del Cáucaso Norte por parte del Imperio ruso, se implementó una política de expulsión de los circasianos de sus territorios ancestrales. Fue el general Nikolái Yevdokímov a quien primero se le ocurrió la idea de reasentar a los montañeses del Cáucaso occidental en el Imperio otomano. Escribió que el "reasentamiento de los intratables montañeses" en Turquía sería la vía más fácil para terminar la prolongada Guerra del Cáucaso, mientras se dé la libertad a aquellos que "prefieran morir a aceptar el gobierno ruso". De otra parte, el mando zarista estaba alerta con la posibilidad de que los emigrantes fuesen usados por Turquía como fuerza de choque contra las poblaciones cristianas durante la guerra ruso-turca. El plan de reasentamiento circasiano fue acordado en un encuentro del mando ruso del Cáucaso en octubre de 1860 en Vladikavkaz y oficialmente aprobado el 10 de mayo de 1862 por el zar Alejandro II de Rusia.

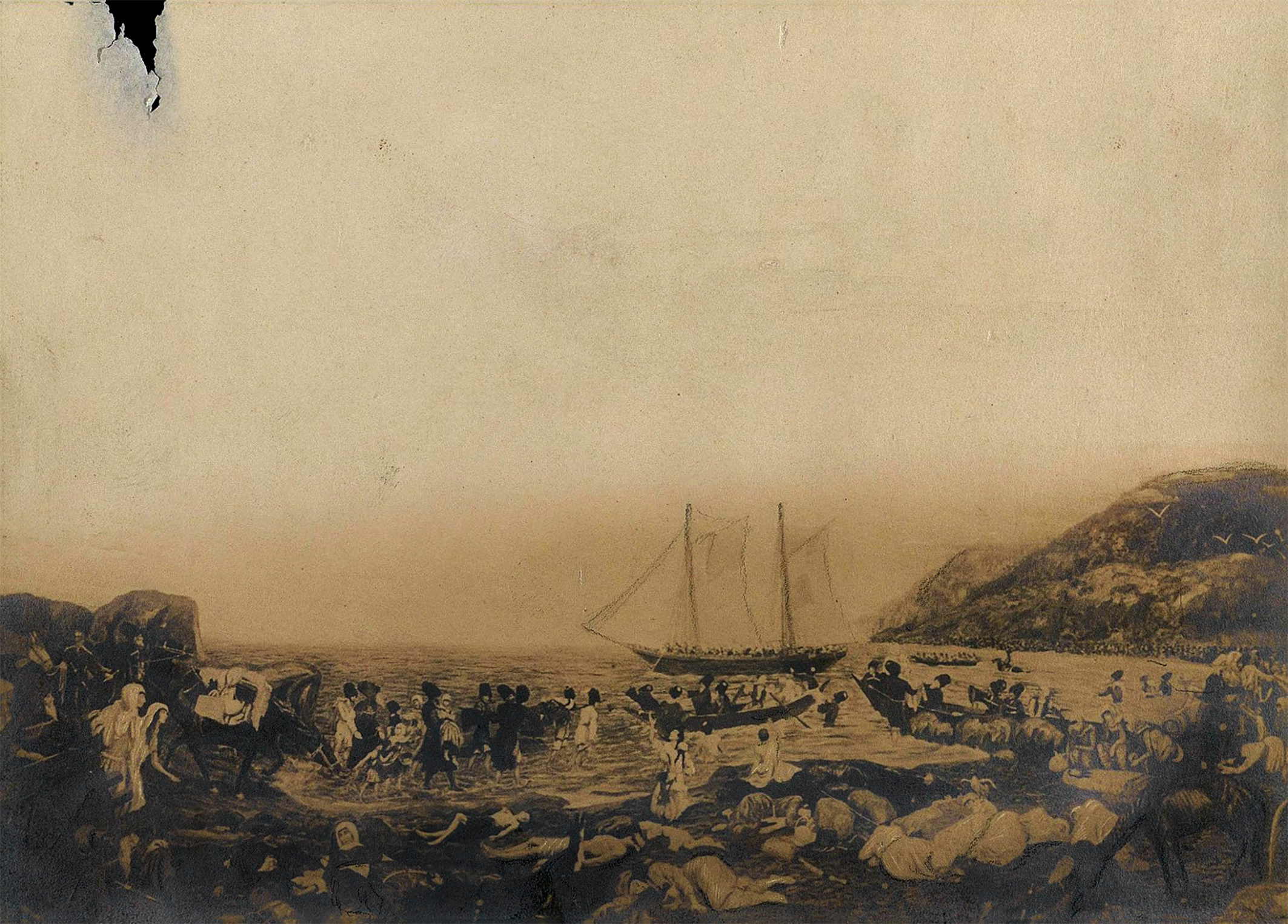
Un campamento circasiano cerca de Novorossiysk.

Los otomanos enviaron emisarios, incluyendo mulás, haciendo llamamientos para que abandonaran los dar al-Kufr (países infieles) y se trasladaran a dar al-Islam (países musulmanes). Los otomanos tenían la esperanza de incrementar la población musulmana en las zonas del imperio con poblaciones no turcas rebeldes. Los "montañeses" fueron invitados a "ir a Turquía, donde el gobierno otomano los aceptaría con los brazos abiertos y donde su vida sería incomparablemente mejor". Los mulás y líderes locales favorecieron el reasentamiento al sentirse oprimidos por la administración rusa. Advirtieron a su pueblo que para obtener la total ciudadanía rusa tenían que convertirse al cristianismo. Además, los guerreros locales intentaron mantener sus antiguos privilegios y derechos feudales que habían sido abolidos durante el dominio del Imperio ruso con la Reforma Emancipadora de 1861 en Rusia. El servicio militar obligatorio ruso fue otro de los factores que preocuparon a estos pobladores, aunque de hecho nunca estuvieron sujetos a la leva militar.
Entre los pueblos que se trasladaron a Turquía estaban los adigués, ubijos, los musulmanes abjasios (especialmente la rama sadz). Un pequeño número de musulmanes osetios, ingusetios, chechenos, lezguinos y karachais sufrieron la expulsión. Después de la Guerra ruso-turca (1877-1878), el Imperio otomano cedió a Rusia grandes provincias georgianas musulmanes (Adjaria, Bajo Guria, la antigua Tao-Klarjeti) y Lazistán. Por ello, miles de musulmanes georgianos (Chveneburi) se convirtieron en muhayires (los georgianos eran mayoritariamente cristianos). Los musulmanes laz, étnicamente emparentados con los georgianos y cuyo idioma es similar al georgiano, también emigraron.

## Reasentamiento
Las autoridades de la Rusia imperial establecieron comisiones especiales para reducir los índices de mortalidad y "proveer las necesidades de los emigrantes", es decir, prevenir contra la sobrecarga de barcos, organizar las subastas de bienes, proveer de ropa y comida a las familias pobres, que serían transportadas "sin pago o cargo de tipo alguno". De otra parte, las autoridades otomanas fracasaron en el ofrecimiento de apoyo a los recién llegados. Fueron trasladados a regiones montañosas inhóspitas del interior de Anatolia y fueron empleados en trabajos ínfimos y extenuantes.
El hijo de Shamil, Muhamed Shafi, se horrorizó de las condiciones que los inmigrantes habían sufrido a su llegada a la Anatolia y fue a investigar la situación:

«Le escribiré a Abdülmecit para que pare a estos estúpidos montañeses... El cinismo del gobierno no puede ser más pronunciado. Los turcos dispararon el reasentamiento con sus proclamas, probablemente con la esperanza de usar a los refugiados con fines militares... pero después se encontraron con una avalancha de refugiados y condenaron a esta gente a una retorcida y vergonzosa muerte lenta y estaban preparados para morir por la gloria de Turquía.»

Solo durante el año 1864 alrededor de 220 000 muhayires desembarcaron en Anatolia. Entre el 6 de marzo y 21 de mayo de 1864, todo el pueblo ubijo partió desde el Cáucaso hacia Turquía. Para finales del reasentamiento, más de 400 000 circasianos, así como 200 000 abjasios y ayaros huyeron a Turquía. El término Çerkes, cherquesos o circasianos, se convirtió en un término general usado en Turquía, al ser la mayoría adigué.
La expulsión tuvo como resultado la despoblación de grandes zonas del Cáucaso occidental, especialmente el fértil litoral póntico cerca de Sochi. El gobierno zarista se alarmó por el resultante declive económico regional, por lo que en 1867 prohibió la emigración con la excepción de "casos aislados y excepcionales". Sin embargo, un gran número de cabezas de familia abandonaron posteriormente Rusia, yendo de Hach a La Meca y quedándose con sus parientes en Turquía, tal como informó repetidas veces el embajador ruso en Estambul.

## Retorno
Después de una breve estancia en Turquía, muchos circasianos solicitaron a la embajada rusa en Estambul el derecho a volver al Cáucaso. Para finales de siglo, los consulados rusos en todo el Imperio otomano estuvieron inundados de tales peticiones. De acuerdo con un cálculo, al 70 % de los emigrantes anteriores a 1862 se les permitió volver a su tierra natal en el oeste del Cáucaso. Posteriormente, el retorno solo fue aprobado en escala muy limitada únicamente, como poblaciones enteras de pueblos de más de 8500 habitantes que pidieron el retorno "en masa" y cuya reubicación generó inmensas dificultades a las autoridades imperiales. El zar ruso Alejandro II sospechó que británicos y turcos habían instruido a los circasianos para intentar volver con el propósito de iniciar una nueva guerra contra los señores rusos. Por tal razón, fue partidario personalmente de rechazar tales peticiones.

## Consecuencias
Sobre todo, el reasentamiento fue muy duro para buena parte de los emigrantes. Una gran parte murió de hambre, muchos turcos de ascendencia adigué aún no comían pescado en tiempos recientes en recuerdo del tremendo número de pérdidas durante el cruce del mar Negro.
Algunos de los emigrantes se integraron bien, e incluso alcanzaron altas posiciones en el Imperio otomano. Había un significativo número de antiguos muyahires entre los jóvenes turcos.
A efectos oficiales, todos los nacionales de Turquía se consideran turcos. Sin embargo, hay varios cientos de pueblos que se consideran totalmente "circasianos", con una estimación de más de 1 millón de circasianos, aunque no existen datos oficiales al respecto y los cálculos están hechos por encuestas informales. Los mencionados "circasianos" no siempre hablan el idioma de sus antepasados, y los partidos de centro-derecha turcos, con diferentes grados de nacionalismo turco, generalmente están bien implantados en las regiones donde los circasianos constituyen un importante sector de la población (como en Akyazı).
Con las aspiraciones turcas a la incorporación en la Unión Europea, las minorías del país han recibido mayor atención sobre la base de su etnia o cultura.
Las minorías étnicas sobrevivieron mejor en aquellos países del Oriente medio que se crearon con el desmembramiento del Imperio otomano y estuvieron inicialmente bajo protectorado británico. El Al Jeish al Arabi (Legión Árabe), creada en Transjordania bajo la influencia del agente británico Thomas Edward Lawrence, tuvo un significativo contingente de chechenos, explicable al ser los beduinos reacios a servir bajo un mando centralizado. Además, la moderna ciudad de Amán nació después del asentamiento de los circasianos en 1887.
El ciudadano jordano étnicamente checheno, Shamsutdin Yusef, fue el ministro de Exteriores del gobierno de Dzyojar Dudáyev de la República Chechena de Ichkeria.